# Монастырь Святого Георгия (Поморие)
Монасты́рь Свято́го Гео́ргия в Помо́рие — мужской православный монастырь в городе Поморие, Болгария, на берегу Чёрного моря.

## История монастыря
Год основания обители неизвестен, однако предполагается, что он был основан в начале XIX века. Земля на месте монастыря принадлежала турецкому бею — Селиму, который страдал от неизлечимой болезни. У него работал некий болгарин, которому приснился сон, что в определённом месте есть чудотворный источник, вода которого способна исцелять болезни. Сначала болгарин не обратил внимание на сон, но во сне ему стал являться прекрасный всадник на белом коне — Святой Георгий Победоносец. Растревоженный снами болгарин раскопал место и нашёл мраморный барельеф святого Георгия. Когда он достал барельеф, на месте стала струиться вода — он обнаружил чудотворный источник. Он рассказал своему господину о снах и находках. Селим-бей удивился и вызвал местного православного владыку. Тот прочитал над ним молитвы, после чего окропил Селим-бея водой из источника, и Селим-бей выздоровел.
Поражённый чудом Селим-бей крестился со всей своей семьёй. На земле около источника была построена часовня, а затем и монастырь, земли же Селим-бей подарил монастырю. По преданию, первым настоятелем обители и стал сам Селим-бей.
В 1935 году монастырь был передан Сливенской митрополии Болгарской православной церкви.

## Настоятели обители
- Архимандрит Стефан (1933—1948): В 1933 году игуменом монастыря назначен монах Стефан из Троянского монастыря. Он управлял монастырём 15 лет (1933—1948). В 1945 году расширил монастырский храм и построил два престола: один посвящён святому Николаю Мирликийскому, а другой — святым великомученицам — Вера, Надежда и Любовь.
- Архимандрит Доротей (1949—1958): Особо укрепил хозяйственную деятельность монастыря. Во время его управления в святой обители посажено 450 соток земли с виноградниками по инициативе иеромонаха Поликарпа Дакова.
- Архимандрит Поликарп Даков (1958—1971): В 1966—1967 годах построил над источником большую колокольню, высотой 20 м.
- Архимандрит Пахомий (1971—2002): С 1971 года игуменом стал Пахомий Василев, монах из Рилького монастыря. О.Пахомий превратил монастырский двор в исключительно красивый сад.
- Архимандрит Теодосий (2002—2004): На посту игумена был два года, затем переведён в другой монастырь.
- Иеромонах Иеротей: с 2005 года.

## Святыни монастыря
- Монастырский источник с чудотворной водой
- Барельеф святого Георгия, найденный над источником
- Чудотворная икона святого Георгия Победоносца, хранимая в монастыре.